# 제임스 (프로게이머)
제임스(본명: 김홍승, 2001년 10월 4일 ~ )은 대한민국의 전직 카트라이더 러쉬플러스 프로게이머이다. 선수 시절 아이디는 JAMES이다.

## 선수 시절
2021년 6월 4일, NTC 크리에이터즈에 입단하여 프로 커리어를 시작했다. 2021-1시즌 팀전 우승, 개인전 준우승을 달성했다. 2021-2시즌 팀전 우승을 달성했다. 이후 팀이 해체되었다.
2022년 2월 15일, 군에 입대하면서 은퇴했다.

## 소속팀
| # | 팀명             | 소속 기간                 | 소속 리그 | 비고 |
| - | ---------------- | ------------------------- | --------- | ---- |
| 1 | NTC 크리에이터즈 | 2021.06.04. ~ 2021.12.21. | KRPL      |      |

## 수상 내역
공식 대회 우승 2회, 준우승 1회
- 2021 신한은행 헤이영 카트라이더 러쉬플러스 리그 시즌 1 팀전 우승 (NTC 크리에이터즈)
- 2021 신한은행 헤이영 카트라이더 러쉬플러스 리그 시즌 1 개인전 준우승
- 2021 신한은행 헤이영 카트라이더 러쉬플러스 리그 시즌 2 팀전 우승 (NTC 크리에이터즈)